# Hiroshi Ninomiya (1969)
Hiroshi Ninomiya (Kumamoto, 11 april 1969) is een voormalig Japans voetballer.

## Carrière
Hiroshi Ninomiya speelde tussen 1993 en 1994 voor Urawa Reds.

## Statistieken
| Japan   | Japan      | Japan       | League | League | Emperor's Cup | Emperor's Cup | J-League Cup | J-League Cup | Totaal | Totaal |
| Seizoen | Club       | League      | Wed.   | Goals  | Wed.          | Goals         | Wed.         | Goals        | Wed.   | Goals  |
| ------- | ---------- | ----------- | ------ | ------ | ------------- | ------------- | ------------ | ------------ | ------ | ------ |
| 1993    | Urawa Reds | J. League 1 | 17     | 0      | 1             | 0             | 4            | 0            | 22     | 0      |
| 1994    | Urawa Reds | J. League 1 | 0      | 0      | 0             | 0             | 0            | 0            | 0      | 0      |
| Totaal  | Totaal     | Totaal      | 17     | 0      | 1             | 0             | 4            | 0            | 22     | 0      |